# Chiesa della Beata Vergine di Boloe
La chiesa della Beata Vergine di Boloe è una chiesa campestre situata in territorio di Benetutti, centro abitato della Sardegna centrale. Consacrata al culto cattolico, fa parte della parrocchia di Sant'Elena, diocesi di Ozieri. È meta di due pellegrinaggi durante l'anno, uno il 13 Maggio in occasione della memoria della Madonna di Fátima e l'altro l'8 settembre in occasione della natività della Beata Vergine Maria. Nonostante la festa centrale sia l'8 settembre, l'edificio è dedicato all'Assunzione della Beata Vergine Maria come suggerisce appunto il nome <<Boloe>> che deriva dal verbo sardo <<bolare>> cioè <<volare, salire in cielo>>. All'interno è presente un quadro antico raffigurante la vita di Maria e una statua dedicata alla dormizione di Maria databile al secolo XV.